# Príslop
Príslop (em húngaro: Kispereszlő) é um município da Eslováquia, situado no distrito de Snina, na região de Prešov. Tem 6,18 km² de área e sua população em 2018 foi estimada em 52 habitantes.

## Demografia
| Ano:        | 1994 | 2004    | 2014   | 2024 |
| ----------- | ---- | ------- | ------ | ---- |
| Broj ljudi: | 95   | 66      | 60     | 39   |
| Razlika:    |      | -30,52% | -9,09% | -35% |

| Ano:               | 2023 | 2024   |
| ------------------ | ---- | ------ |
| Número de pessoas: | 37   | 39     |
| Diferença:         |      | +5,40% |